# 蒲孚
蒲 孚（かば まこと、1888年〈明治21年〉2月17日 - 1983年〈昭和58年〉3月12日）は、日本の内務技師。
東京帝国大学で林学士と工学士を取得、その後内務技師として、自らの実績をもとに我が国における近代工法によるコンクリート砂防堰堤（砂防ダム）の基礎を築くとともに治水砂防計画の体系化に貢献した人物である。

## 人物
1888年（明治21年）2月17日、東京都に生まれる。1911年（明治44年）に東京帝国大学農科大学林学科を、1914年（大正3年）に東京帝国大学工科大学土木工学科を卒業し、同年農商務省 (日本)に入省、1917年（大正6年）に同省を退職し、同年6月内務省東京土木出張所に移り、山梨県や栃木県の砂防工事に従事、1930年（昭和5年）に横浜土木出張所に転じ、1938年（昭和13年）には新潟土木出張所長（現在の国土交通省北陸地方整備局長）として転出、1942年（昭和17年）に内務省を退官した。
在官中に、山梨県の富士川水系日川、御勅使川の砂防工事に関わった一人として、工事の概要を土木学会誌や自身の著書『砂防工学』（1937年）に著すなど、日本におけるコンクリート砂防堰堤の基礎をつくった人物としてその名を残している。
また、栃木県の鬼怒川水系稲荷川（日光砂防）や関東大震災復旧砂防工事のうち神奈川県の酒匂川・早川 (神奈川県)を、横浜土木出張所管内では、静岡県の安倍川改修等に携わった。新潟土木出張所の所長時代は、富山県の常願寺川（立山砂防）・石川県の手取川（白山砂防）・長野県の信濃川水系（梓川砂防）・岐阜県の神通川（上宝砂防）・新潟県の魚野川（湯沢砂防）など、管内の砂防工事の監督指導を行った。
計画や工事に関わった砂防堰堤のうち、本宮砂防堰堤（富山県）は国の重要文化財に指定され、勝沼堰堤（山梨県）、芦安堰堤（山梨県）、稲荷川砂防堰堤群（栃木県）、出山堰堤（神奈川県）、大源太川第一号堰堤（新潟県）は、国の登録有形文化財となっている。
そのうち本宮砂防堰堤は、1928年（昭和3年）7月、蒲孚が富山県の常願寺川を視察した際に「常願寺川の砂防工事では、まず中流部の好地点に高い砂防堰堤を築き応急処置とし、次に下流部の改修、そして同時に上流部の砂防工事を実施すべきである」と述べたことに始まる。1934年（昭和9年）年の同川の水害を契機に、富山県が本宮砂防堰堤建設のための予算を計上、工事は内務省が受託し、1937年（昭和12年）に竣功した。当時、上流部では内務省により白岩砂防堰堤が建設中であり、下流部の改修事業は1936年（昭和11年）に始まった。
1983年（昭和58年）3月、心不全のため逝去。享年95歳であった。

## 略歴
- 1888年（明治21年） 東京に生まれる
- 1908年（明治41年） 第一高等学校第二部農科農学科卒業
- 1911年（明治44年） 東京帝国大学農科大学林学科卒業
- 1914年（大正 3年） 東京帝国大学工科大学土木工学科卒業
- 1914年（大正 3年） 農商務省山林局 入省
- 1915年（大正 4年） 農商務省山林局 山林技手
- 1916年（大正 5年） 農商務省東京大林區所 山林技手
- 1917年（大正 6年） 内務省東京土木出張所 勤務
- 1918年（大正 7年） 内務技師となる
- 1919年（大正 8年） 内務省東京第一土木出張所、東京第二土木出張所兼務 技師
- 1922年（大正11年） 内務省東京土木出張所 技師
- 1931年（昭和 6年） 内務省横浜土木出張所 技師
- 1939年（昭和13年） 内務省新潟土木出張所 所長
- 1942年（昭和17年） 内務省退官
- 1945年（昭和20年） 三菱地所株式会社嘱託
- 1948年（昭和23年） 日本測量(株)代表取締役社長
- 1962年（昭和37年） 日本測量(株)社長退任 相談役となる
- 1964年（昭和39年） 勲三等瑞宝章を受ける
- 1983年（昭和58年） 逝去

## 著作
- 『河川工學』日本工人倶楽部出版部、1926年
- 『河川工學』（改訂増補）日本工人倶楽部出版部、1930年
- 『砂防工學』工業圖書〈日本工學全書〉、1937年
- 『砂防工學』（再版）産業図書、1947年
- 『砂防工學』（増補再版）産業図書、1953年
- 「日川砂防工事」『土木学会誌 第八巻第五号』土木学会、1922年、961-975頁
- 「富士川支川御勅使川砂防工事」『土木学会誌 第十四巻第三号』土木学会、1928年、343-357頁
- 「鬼怒川支川大谷川小支稲荷川砂防工事」『土木学会誌 第十五巻第十二号』土木学会、1929年、891-913頁